# Abdulrahman Sewehli

Abdulrahman Sewehli (em árabe: عبد الرحمن السويحلي), também grafado como Abdel Rahman al-Suwayhili, é um político islamita líbio e um dos principais atores durante a Segunda Guerra Civil Líbia.
Líder do partido União pela Pátria, al-Sewehli desempenhou um papel fundamental na luta contra a Operação Dignidade do general Khalifa Haftar, apoiando ativamente as milícias islamitas da coalizão Fajr Líbia. Também apoiou o Governo de Salvação Nacional de Trípoli, um governo islamita que disputava poder com a Câmara dos Representantes — eleito por sufrágio e com sede no leste do país.
Neste cenário político, as Nações Unidas criaram um plano de paz em virtude do qual a Câmara dos Representantes se tornaria o legislador legítimo da nação africana (reconhecendo seu princípio democrático) e o Congresso Geral se tornaria o chamado Alto Conselho de Estado, uma Câmara Alta com caráter consultivo. A proposta foi rejeitada pelo Congresso Geral e estava pendente de ratificação pela Câmara dos Representantes. Mesmo assim, em 6 de abril de 2016, al-Sewehli e um grupo de deputados do Congresso declararam unilateralmente a dissolução do órgão e a proclamação do Conselho de Estado, sendo eleito presidente.  Em 22 de abril, forças que lhe eram leais assumiram o controle das instalações do Congresso, instalando no Hotel Rixos em Trípoli.
As milícias leais a Khalifa al-Ghawil, o antigo primeiro-ministro do Congresso Geral, realizaram numerosos ataques contra o Conselho de Estado, inclusive tomando temporariamente o controle do Hotel Rixos. Em 20 de fevereiro de 2017, al-Sewehli, juntamente com Fayez al-Sarraj, sobreviveu a uma tentativa de assassinato que, segundo ele, tinha sido organizada pelo governo de al-Ghawil.